# Astatochroa
Astatochroa là một chi bướm đêm thuộc phân họ Drepaninae.